# Konrad Ragossnig
Konrad Ragossnig (Klagenfurt, Caríntia, 6 de maig de 1932 - Anvers, Flandes, Bèlgica, 3 de gener de 2018), va ser un guitarrista i llaütista austríac.

## Biografia
Ragossnig va estudiar guitarra amb Karl Scheit a la Universitat de Música i Art Dramàtic de Viena de 1954 a 1957 i va ser professor allà mateix de 1960 a 1964. De 1964 a 1983 va ensenyar a l'Acadèmia de Música de la Ciutat de Basilea, i de nou de l'1 d'abril de 1983 a 2002 a Viena com a successor de Karl Scheit. De 1989 a 1997 també va ser nomenat professor visitant a la Universitat de les Arts de Zuric. Els seus alumnes més coneguts inclouen Leon Koudelak, el músic i compositor de Munic Peter Meier i Alexander Swete.
Ragossnig va editar i modificar unes 70 edicions de composicions dels segles XVI al XX per a llaüt i, com a transcripcions, per a guitarra (per exemple de les composicions per a llaüt de Johann Sebastian Bach i algunes obres per a piano de l'Opus 47 i l'Opus 92 d'Isaac Albéniz). Va publicar i presentar també unes 60 gravacions sonores. Destaca especialment l'antologia de sis parts Música per a llaüt (1973/74), que va ser declarada "rècord del segle" per la revista Fono Forum l'any 1976. Va oferir concerts amb estrenes mundials d'obres de compositors coneguts com Mario Castelnuovo-Tedesco, Hans Haug, Gottfried von Einem i Armin Schibler. Un focus dels seus arranjaments, concerts i enregistraments és la música de cambra de guitarra. Va ser l'editor de la sèrie Music for Guitar publicada per Edition Schott, que conté obres per a guitarra solista i guitarra i altres instruments.
Durant els dos últims anys de la seva vida, Ragossnig va viure amb la seva dona Godelieve Monden a Anvers, on va morir als 85 anys.

## Premis
- 1961: 1. Preis beim „Concours International de Guitare“ en París
- 1984: Premi de reconeixement de l'estat de Caríntia
- 1992: Gran Condecoració d'Or d'Honor de l'Estat de Caríntia
- 1993: Medalla d'Honor de la Capital Federal (Viena)
- 1994: Premi de Cultura de l'Estat de Caríntia
- 1998: Condecoració d'honor pels serveis a la República d'Àustria (1952)[6]
- 2003: Creu d'Honor Austríaca per a la Ciència i l'Art, 1r Classe

## Publicacions
- Leitfaden zum täglichen Üben für Gitarristen. Basilea 1976.
- Handbuch der Gitarre und Laute. Schott, Mainz 1978 (=Edició Schott. Volum 6732), ISBN 3-7957-2329-9.
- Gitarrentechnik kompakt. Grundformen der Technik – Effektives Einspielen – Tägliches Üben. Schott, Mainz 2001, ISMN 979-0-00-112919-0.
- Step by Step. Grundlagen der Gitarrentechnik mit 60 klassischen und romantischen Etüden. Schott, Mainz.
- Musik der Renaissance nach Lautentabulaturen. Für Gitarre. Schott, Mainz (= Arxiu de Guitarres. Volum 442).